# Chaenopsidae

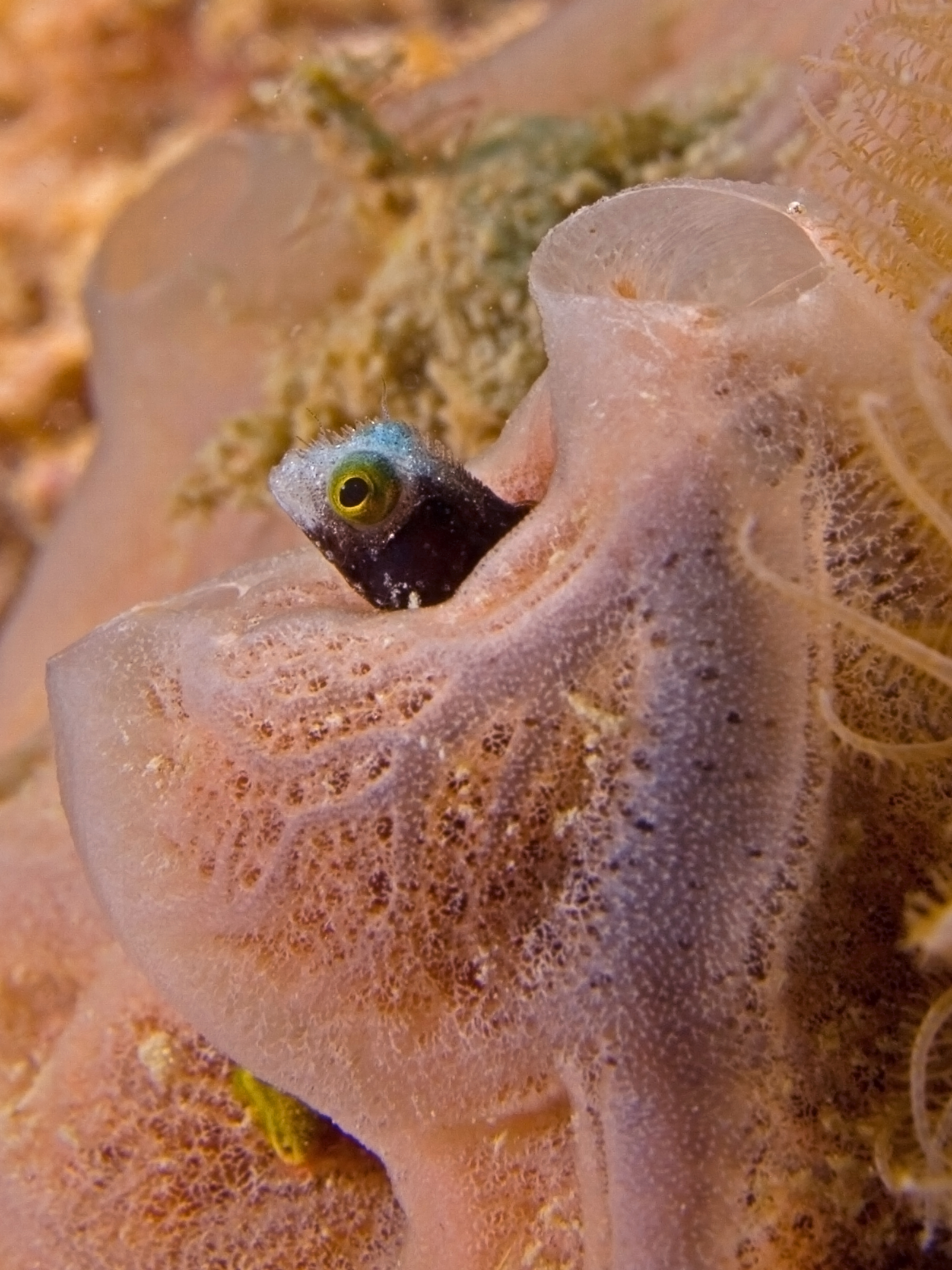
Acanthemblemaria spinosa

Chaenopsidae è una famiglia di pesci di acqua salata appartenenti all'ordine Perciformes.

## Generi
In questa famiglia sono riconosciuti i seguenti generi:
- Acanthemblemaria
- Chaenopsis
- Cirriemblemaria
- Coralliozetus
- Ekemblemaria
- Emblemaria
- Emblemariopsis
- Hemiemblemaria
- Lucayablennius
- Mccoskerichthys
- Neoclinus
- Protemblemaria
- Stathmonotus
- Tanyemblemaria